# 시효 경화
시효경화(時效硬化)는 금속재료를 일정한 시간 적당한 온도 하에 놓아두면 단단해지는 현상이다.
시효경화가 일어나는 합금은 여러 종류가 있으나 상온에서 일어나는 것은 알루미늄합금·납합금 등 녹는점이 낮은 금속의 합금이다.

## 같이 보기
- 재료역학
- 금속공학
- 초합금